# Op een dag
Op een dag is een kort sciencefictionverhaal geschreven door Isaac Asimov in 1965.

## Het verhaal
Het verhaal speelt zich af in een toekomst waar het meeste van het denken aan computers wordt overgelaten en lezen en schrijven nog slechts door enkelingen wordt uitgeoefend. 
Het verhaal draait rond twee jongens, Niccolo en Paul. Niccolo heeft een oude bard, een kindercomputer die sprookjes en fantasieverhalen voorleest die hij willekeurig samenstelt aan de hand van gegevens in zijn geheugencilinders. Niccolo laat zich door Paul overhalen om de Bard te moderniseren door er een woordenboek met computerwoordenschat in te laden. Hierdoor worden de ridders en feeën vervangen door computers. Paul toont daarna aan Niccolo wat kriebels zijn en ze besluiten naar de bibliotheek te gaan om er boeken vol kriebels te bekijken. Bij het verlaten van zijn kamer stoot Niccolo per ongeluk tegen de Bard waardoor deze een verhaal begint over de opgang van computers, die steeds sneller en machtiger worden dan de stiefmensen tot op een dag... op een dag... op een dag...
Zijn beste vriend · Sally · Op een dag · Gezichtspunt · Denken · Ware liefde · Robot AL-76 verdwaald · Overwinning onopzettelijk · Vreemdeling in het paradijs · Lichtvers · De racist · Robbie · Als we bij elkaar komen · Spiegelbeeld · Jubileumincident · Eerste wet · dronken robot · Logica · Vingers · Leugenaar · Succes verzekerd · Lenny · Galeislaaf · Robot vermist · Risico · Grappenmaker! · Bewijs · De machines · Vrouwelijke intuïtie · Weest Hem indachtig · Tweehonderd jaar mens